# Isao Inokuma
Isao Inokuma (født 4. februar 1938, død 28. september 2001) var en japansk judoka, olympisk mester og verdensmester. Han vandt guld i vægtklassen +80 kg ved Sommer-OL 1964 i Tokyo da han slog Doug Rogers fra Canada i finalen.
Ved VM i judo 1965 i Rio de Janeiro vandt han også guld i den åbne vægtklasse, denne gang ved at slå sovjetiske Ansor Kibrozaschwili i finalen.
I 2001 begik han selvmord ved seppuku muligvis på grund af økonomiske tab, som hans virksomhed havde lidt.

## Eksterne henvisininger
- Isao Inokumas profil på Olympics.com (engelsk)
- Isao Inokumas profil på Sports-Reference OL-resultater (arkiveret) (engelsk)
- Isao Inokumas profil på Olympedia (engelsk)
- Isao Inokuma hos JudoInside.com (engelsk)